# Parmeliopsis capitata
Parmeliopsis capitata är en lavart som beskrevs av R. C. Harris. Parmeliopsis capitata ingår i släktet Parmeliopsis och familjen Parmeliaceae.   Inga underarter finns listade i Catalogue of Life.

## Källor

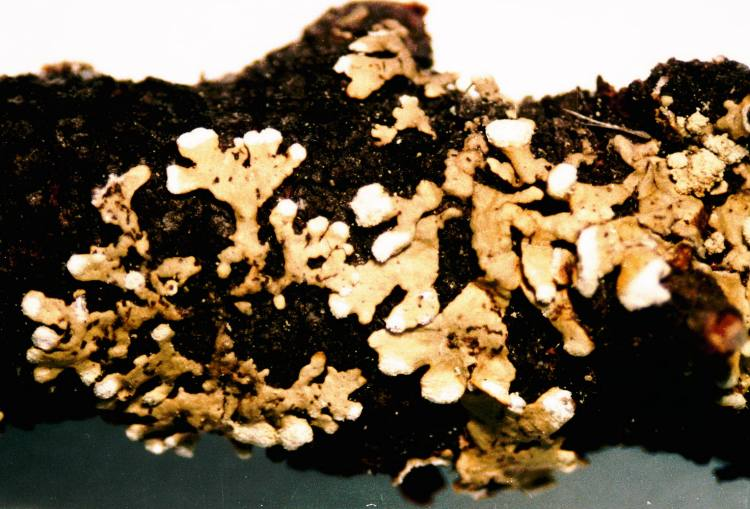
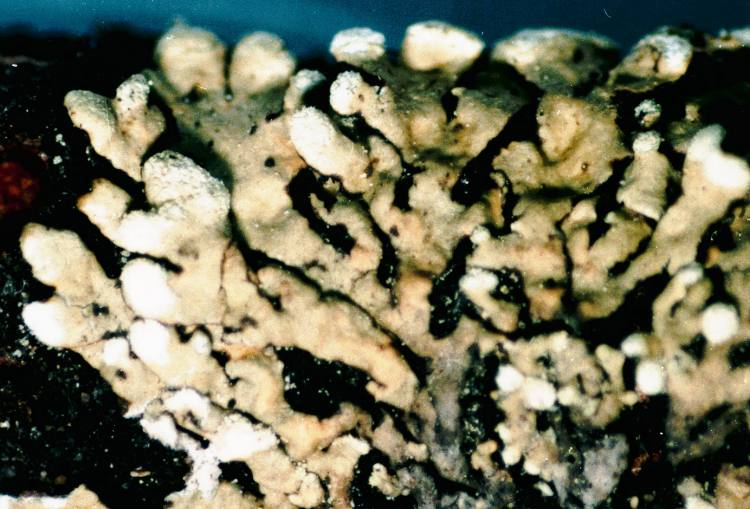
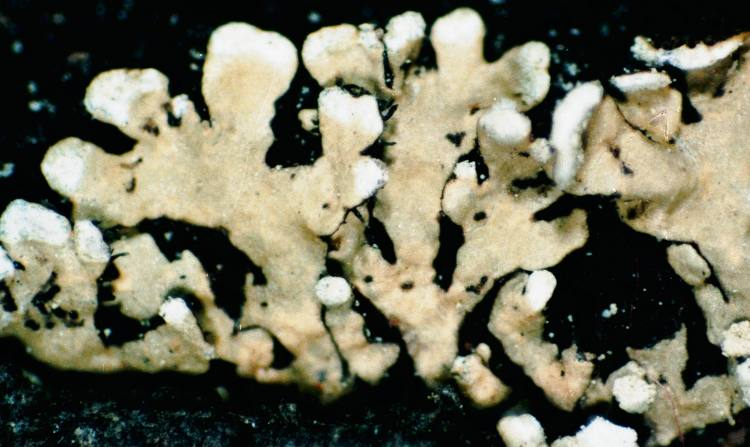
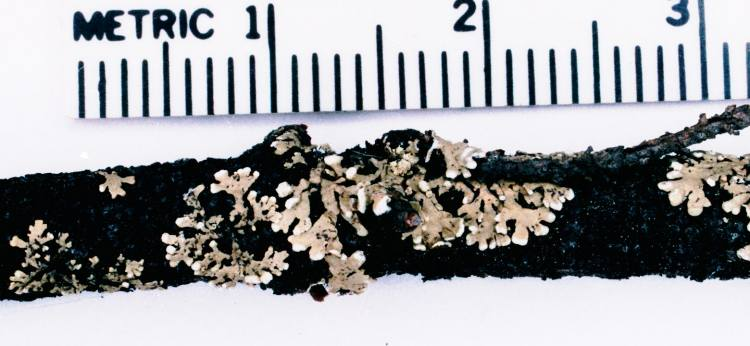